# One Laptop per Child
One Laptop per Child (OLPC, en français « un portable par enfant ») est une association à but non lucratif établie en 2005 dans le Delaware aux États-Unis qui a pour but de promouvoir le XO, « l'ordinateur portable à 100 dollars ». Cet ordinateur a été  développé au départ par des membres du corps enseignant du Media Lab, un département du Massachusetts Institute of Technology (MIT).

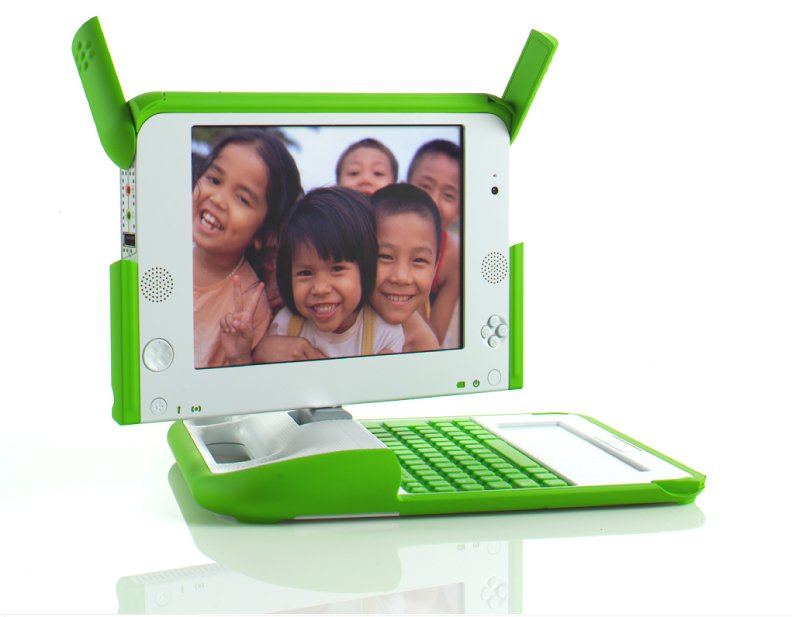
Le prototype du XO-1 en 2006.

Le projet OLPC est financé par des entreprises, notamment AMD, Brightstar Corporation, eBay, Google, Marvell, News Corporation, Nortel, Red Hat et SES. Chacune a fait un don de deux millions de dollars et participe aux efforts de l'association en fournissant de l'expertise et des moyens dans certains domaines comme la logistique, la chaîne de fabrication, etc.
L'association est présidée par Nicholas Negroponte jusqu'à sa dissolution en 2014.

## Réalisations

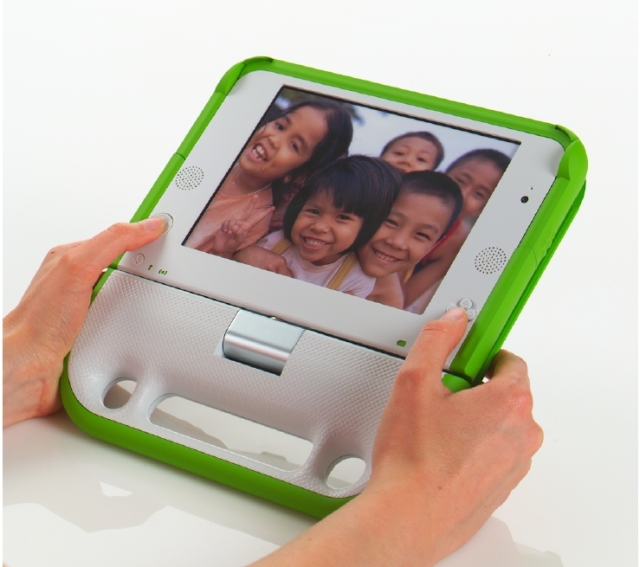
Le XO-1 en mode « liseuse »

Le XO-1 est le premier ordinateur conçu par le projet OLPC. C'est un ordinateur portable bon marché (200 dollars) destiné aux enfants des pays en développement, pour leur permettre d'apprendre, d'explorer, d'expérimenter et de s'exprimer. Le XO-1 est fabriqué par la société taïwanaise Quanta.
Du point de vue logiciel, il fonctionne avec le système d'exploitation GNU/Linux Fedora et utilise l'environnement de bureau Sugar, conçu pour une utilisation par de jeunes enfants. Il a les caractéristiques matérielles suivantes :
- Processeur AMD Geode LX-700 avec contrôleur graphique intégré
- Écran plat SVGA d'une diagonale de 7,5 pouces transmissif et réflectif :
  - en mode transmissif couleur, définition de 693 x 520 pixels avec rétro-éclairage (pour une utilisation habituelle).
  - en mode réflectif monochrome, résolution de 1 200 x 900 pixels (pour une utilisation en plein soleil).
- 256 Mo de mémoire vive DRAM.
- 1 024 Mo de mémoire flash, remplaçant le disque dur.
- 1 Mo de mémoire morte flash équipée de Open Firmware, équivalent du BIOS.
- Réseau sans fil (Wi-Fi) fourni par une carte fonctionnant à une vitesse limitée (2 Mbit/s) pour minimiser la consommation électrique.
- Clavier conventionnel alphanumérique localisé selon le pays d'utilisation.
- Pavé tactile (touchpad) pour le contrôle du pointeur.
- Webcam couleur avec une définition VGA (640 × 480)
- 2 haut-parleurs, 1 microphone, 1 entrée microphone et 1 sortie ligne.
- 3 ports USB et 1 port pour carte SD.

## Modèles
Le 20 mai 2008, OLPC a dévoilé ses plans pour la seconde génération d'ordinateurs XO. Le XO-2 devait être disponible en 2010, au prix de 75 $. Il dispose de deux écrans tactiles pouvant être utilisés soit comme un ordinateur portable classique (un écran servant de clavier), soit comme livre électronique (une page affichée sur chaque écran).

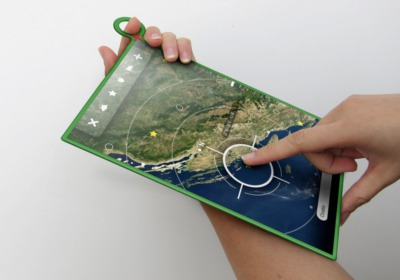
Projet XO-3.

Fin décembre 2009, OLPC annonce que le projet XO-2 est abandonné au profit du concept XO-3, un tablet PC à moins de 100 $. Il a été présenté lors du CES 2012,.
Par ailleurs, de nouvelles versions du XO-1 ont été lancées en 2010 et 2011, nommées respectivement XO-1.5 et XO-1.75.
En novembre 2012, le projet XO-3 a lui aussi été abandonné. La nouvelle mouture du portable XO est finalement déclinée en deux versions, le XO-4 et le XO-4 Touch, ce dernier disposant d'un écran tactile. Il a été présenté au CES 2013.

## Déploiements

### Tableau récapitulatif des commandes
En octobre 2009, le gouvernement uruguayen de Tabaré Vazquez avait délivré le 380000e ordinateur, complétant le plan d'équipement des écoliers du pays .
| Année    | Nombre confirmé (approximatif) | Date de confirmation | Acheteur                                      |
| -------- | ------------------------------ | -------------------- | --------------------------------------------- |
| 2007     | 100 000                        | octobre 2007         | Uruguay                                       |
| 2007     | 15 000                         | 14 novembre 2007     | États-Unis (ville de Birmingham, Alabama)     |
| 2007     | 260 000                        | 1er décembre 2007    | Pérou                                         |
| 2007     | 50 000                         | 1er décembre 2007    | Mexique (milliardaire mexicain Carlos Slim)   |
| 2008     | 167 000                        | 5 janvier 2008       | Programme Give One, Get One 2007              |
| 2008     | 65 000                         | 29 mai 2008          | Colombie (État de Caldas)                     |
| 2008     | + 200 000                      | juin 2008            | Uruguay                                       |
| 2008     | + 30 000                       | octobre 2008         | Pérou                                         |
| 2008     | + 110 000                      | 10 novembre 2008     | Colombie (Bogota et Cartagène)                |
| 2008     | 10 000                         | 10 novembre 2008     | Ghana                                         |
| 2008     | 12 500                         | 9 janvier 2009       | Programme Give One, Get One 2008              |
| 2009     | 5 000                          | 24 avril 2009        | Sierra Leone                                  |
| 2009     | 100 000                        | 14 mai 2009          | Rwanda                                        |
| 2009     | + 160 000                      | 13 octobre 2009      | Uruguay (362 000 enfants, 18 000 enseignants) |
| 2010     | + 260 000                      | 17 mars 2010         | Pérou                                         |
| + 60 000 | 13 avril 2010                  | Argentine            |                                               |
| Total    | 1 494 500                      |                      |                                               |

### Pays participants

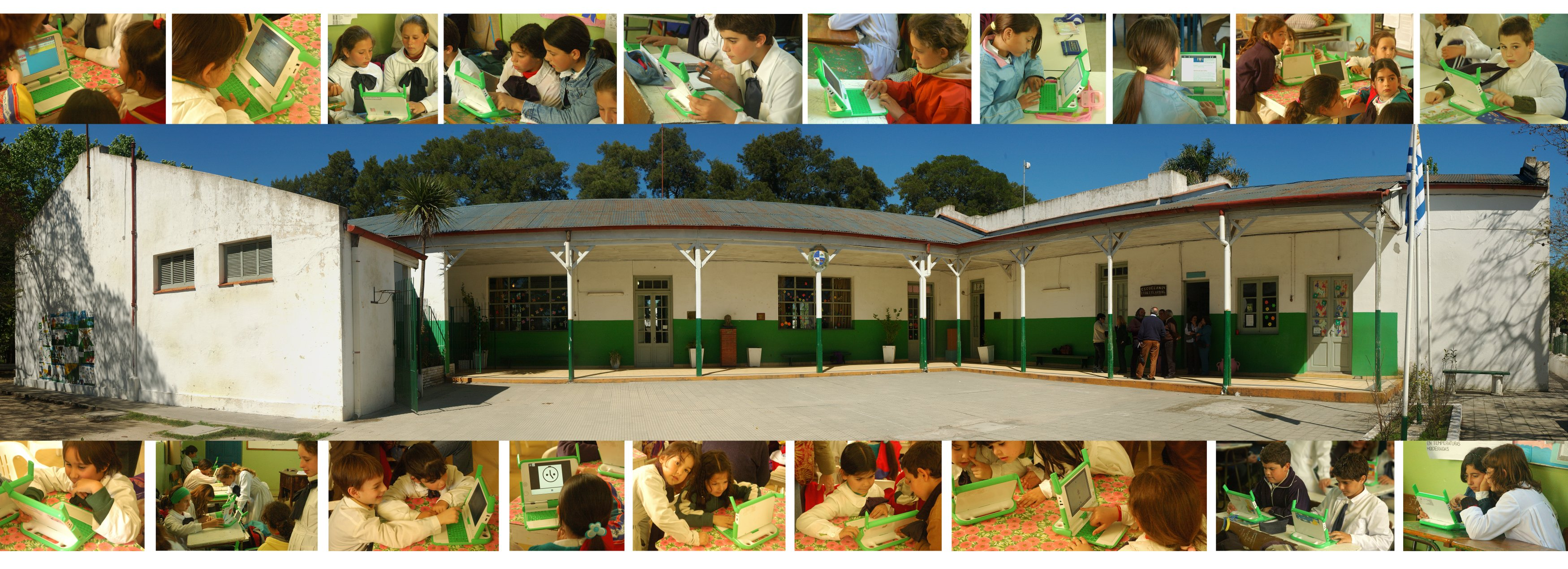
Mise en place du Plan Ceibal par le gouvernement uruguayen de Tabaré Vazquez, visant à donner un ordinateur XO-1 à 100 dollars à chaque élève, ici à Florida. 380000 ordinateurs ont été donnés sous son mandat, tous les écoliers du pays en étant désormais équipés.

En octobre 2007, l'Uruguay a commandé 100 000 ordinateurs, faisant de ce pays le premier à signer un contrat ferme pour l'achat d'ordinateurs chez OLPC. Les premiers ordinateurs ont été livrés en Uruguay en décembre 2007. Depuis lors, une commande additionnelle de 200 000 ordinateurs a eu lieu, afin d'offrir un ordinateur portable à tous les enfants des écoles publiques entre six et douze ans.
Les pays suivants (voir carte Google) ont commandé des PC portables à l'organisation OLPC, ou en reçoivent via le programme Give One Get One (G1G1).
- Afrique
  - Éthiopie (5 000 PC reçus via le programme G1G1)[17]
  - Ghana (10 000 PC commandés)
  - Rwanda (16 000 PC reçus via le programme G1G1)
- Amériques
  - Colombie (175 000 PC commandés)
  - États-Unis (15 000 PC commandés par la ville de Birmingham, en Alabama)
  - Haïti (13 000 PC reçus via le programme G1G1)
  - Mexique (50 000 PC commandés par le milliardaire Carlos Slim)
  - Pérou (290 000 PC commandés)
  - Uruguay (300 000 PC commandés)
- Asie
  - Afghanistan (11 000 PC reçus via le programme G1G1)
  - Cambodge (3 200 PC reçus via le programme G1G1)
  - Mongolie (10 000 PC reçus via le programme G1G1)[18]
- Océanie
  - Kiribati, Nauru, Nouvelle-Calédonie, Niue, Papouasie-Nouvelle-Guinée, Îles Salomon, Tuvalu, Vanuatu (5 000 PC reçus via le programme G1G1)

### Projets pilotes

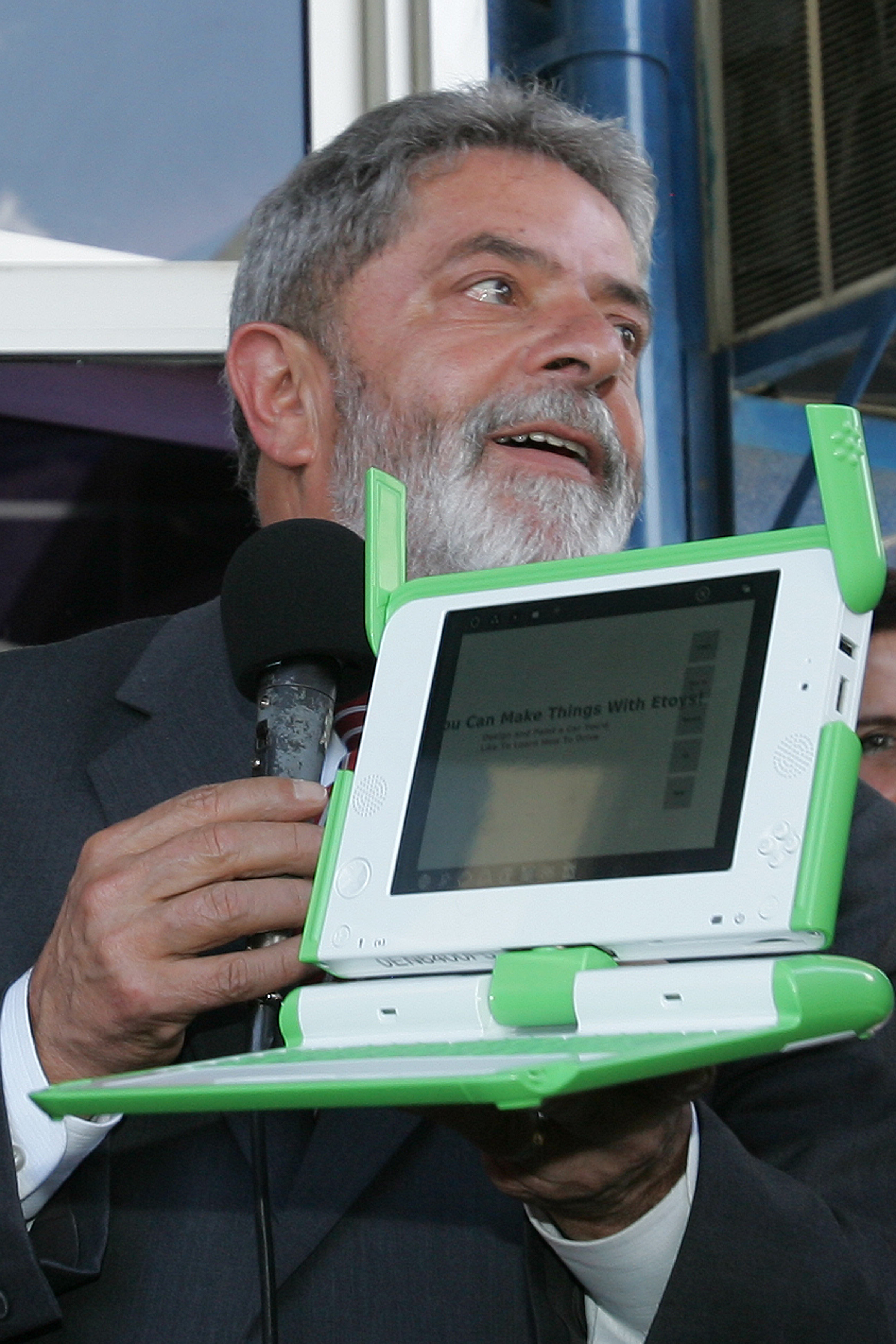
Luiz Inácio Lula da Silva, ex-président du Brésil, avec un prototype.

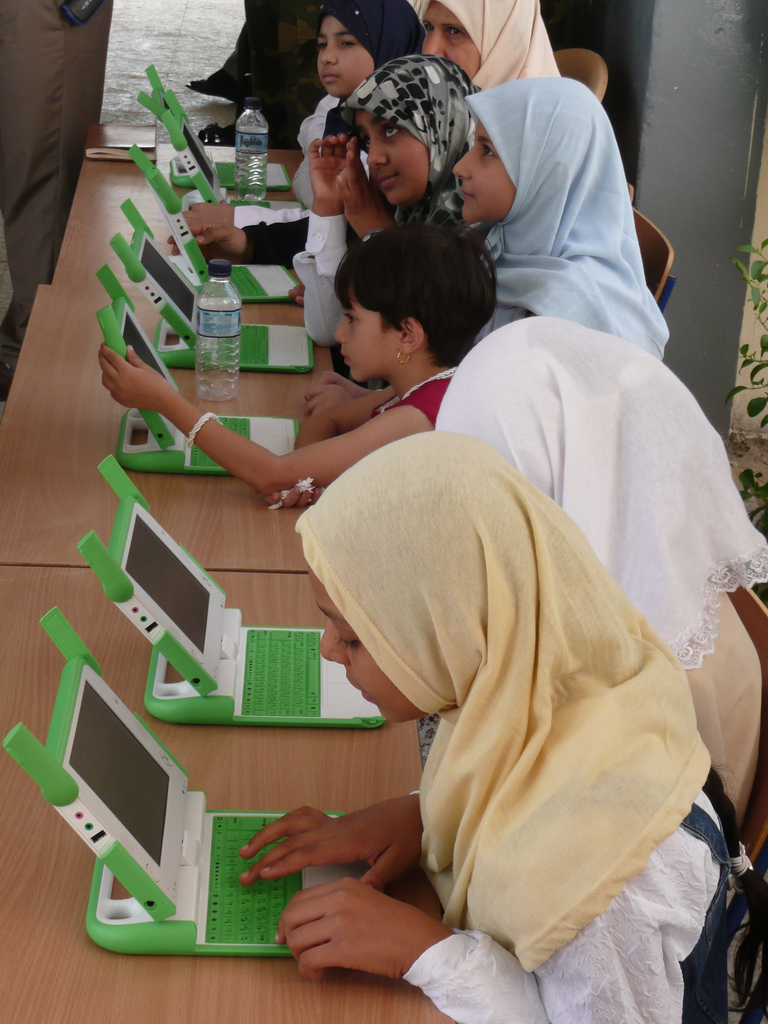
À Najmi, en Irak.

En plus des projets dans les pays participants cités ci-dessus, des projets pilotes à petite échelle ont eu lieu ou ont actuellement lieu dans les pays suivants (voir carte Google):
- Afrique - Moyen-Orient
  - Afrique du Sud
  - Irak (Najmi)
  - Liban (Sabra et Shatila)
  - Mali (Quessoborgo)
  - Mozambique (Zambezia)
  - Nigéria (Abuja)
  - Tanzanie (Dar es Salam)
  - Yémen (Sana'a)
- Amériques
  - Brésil (Porto Alegre, Sao Paulo)
  - Îles Vierges (St John)
  - Nicaragua (Rivas)
  - Paraguay
  - Suriname (Paramaribo)
- Asie
  - Inde (Khairat)
  - Népal (Katmandou)
  - Pakistan (Rawalpindi)
  - Philippines (Manille)
  - Thaïlande (Ban Samkha)

### Pays ayant manifesté un intérêt
Les pays suivants ont manifesté leur intérêt par le passé, mais sans déboucher sur des projets concrets :
- Afrique - Moyen-Orient : Égypte, Libye, Nigéria, Tunisie
- Amériques : Argentine, Costa Rica, République dominicaine
- Europe : Grèce

## Critiques
Le projet a reçu des critiques concernant l'impact sur la santé et sur l'environnement, notamment à cause des composants utilisés lors de la fabrication de ces ordinateurs. L'OLPC a fait valoir qu'ils utilisent autant de matériaux écologiques qu'ils peuvent et que les portables et tous les accessoires sont compatibles avec la RoHS. Les ordinateurs portables utilisent également moins d'énergie comparativement aux portables disponibles en 2010, réduisant par là même leur impact sur l'environnement.
Richard Stallman a utilisé l'OLPC pendant quelques semaines en 2008. Il a arrêté de l'utiliser parce que Windows allait pouvoir être installé dessus et qu'il ne voulait pas laisser à penser qu'il soutenait cela. Il a également soulevé le problème de la carte Wi-Fi interne qui ne marche qu'avec un pilote non libre, mais il considère que c'est un problème mineur car on peut supprimer le pilote.